# Божик Володимир
Володи́мир Бо́жик (*27 грудня 1908, Рава-Руська, Львівська область — †9 січня 1991, Лос-Анджелес, США) — український хоровий диригент, композитор, співак і бандурист.

## З життєпису
Закінчив Рава-Руську гімназію. Керував у ній хором хлопчиків, співав та був диригентом у церковному хорі. Закінчив студії хорової диригентури та вокального мистецтва у Львівській консерваторії (1931) і студії у Львівському університеті (1935). У 1933 р. дебютував на сцені Львівської опери, де виконав партію Педрілло в опері В.А.Моцарта «Викрадення із сералю». Співав у хорах «Бандурист», «Боян» під керівництвом С.Людкевича, А.Рудницького, М.Колесси.
У 1928–35 рр. — учасник вокальних квартетів на радіо у Львові (під керівництвом Євгена Козака), а згодом — у Варшаві. Там зустрів Михайла Телігу, у нього навчився грати на бандурі.
В 1940 став мистецьким керівником оперного театру у Станіславові (тепер - Івано-Франківськ). З 1946 диригент Української Капели Бандуристів ім. Т. Г. Шевченка.
У 1949 емігрує в США, де поселився в м. Рочестер, штат Нью-Йорк. Працював у пекарні. У листопаді 1949 переїжджає до м. Детройт і знову перебирає керівництво Української капели бандуристів ім. Т. Шевченка. В 1951 виходять перші записи капели під його керівництвом. У 1952−1958 рр. капела під керівництвом В.Божика концертує Північною Америкою, а в 1958 р. - капела гастролює у Європі. Після повернення в США знову, Божик знову оселився в Рочестері. У 1960 переїжджає до Лос-Анджелеса, де працює церковним регентом та керує хором «Кобзар» при Українському Культурному Осередкові в Лос-Анджелесі . Хор виконує українські народні пісні, пісні українських композиторів та твори самого автора.
Автор численних обробок для хору та для капели бандуристів.